# Зарубино (Ржевский район)
Зарубино — деревня в Ржевском районе Тверской области. Входит в состав сельского поселения «Хорошево».

## География
Находится в южной части Тверской области на расстоянии приблизительно 7 км по прямой на запад-северо-запад от вокзала станции Ржев-Балтийский.

## История
В 1859 году здесь (деревня Ржевского уезда Тверской губернии) был учтен 21 двор, в 1939—45.

## Население
Численность населения: 184 человека (1859 год), 22 (русские 100 %) в 2002 году, 17 в 2010.